# Point (Texas)
Point település az Amerikai Egyesült Államok Texas államában, Rains megyében. Lakosainak száma 745 fő (2020. április 1.).

## Népesség
A település népességének változása:
| Lakosok száma | 792  | 820  | 745  |
|               | 2000 | 2010 | 2020 |